# マリオパーティ スーパースターズ
『マリオパーティ スーパースターズ』（英: Mario Party Superstars）は、エヌディーキューブ、シーエイプロダクション、ウィルが開発、任天堂から2021年に発売されたNintendo Switch専用ソフトのパーティーゲーム。

## 概要
『マリオパーティ』シリーズの家庭用ゲーム機向けでは12作目、Switchでは『スーパー マリオパーティ』（2018年）に続く2作目である。2021年10月29日に発売された。
本作は、NINTENDO 64の三部作のボード5種とシリーズ過去作から選ばれた合計100種類のミニゲームをリメイク搭載している点が特徴であり、ニンテンドー3DS用『マリオパーティ100 ミニゲームコレクション』（2017年）に類似する。一方でスーパー マリオパーティとは異なり、ボタン操作でプレイ可能となっている。
発売当初より、過去作由来のクラシックなミニゲームやボード、オンライン機能への評価が高く、シリーズの歴史に対するオマージュとしても好評を博した。続編『スーパー マリオパーティ ジャンボリー』が2024年10月17日に発売された。

## ゲーム内容
マリオパーティ スーパースターズは、初期8作品に近い伝統的なゲームシステム（近作2作にある乗り物システムは非搭載）を採用している。4人のキャラクター（人間およびCPUが操作）が、全5種のゲームボードを巡り、コインやスターを集めていく。ゲーム終了時にスターが最も多いプレイヤーがスーパースターとなり勝利する。スターはキノピコからコイン20枚と引き換えに購入できるが、他の方法で入手できる場合もある。
ターンごとに各プレイヤーがサイコロ（1から10）を振って進み、アイテムを使えば自身や他のプレイヤーに様々な効果を与えられる。4人の行動が一巡するごとに、全100種からランダムに選ばれるミニゲームが発生する。これら100種類のミニゲームはすべて過去作からの収録で、そのうち55種がNINTENDO 64時代の三部作から選ばれている。
ミニゲームのみを自由に遊べる「ミニゲームマウンテン」モードも搭載されている。
初期4作品に登場した全プレイアブルキャラクターが復活し、キャサリンとロゼッタも新たに使用可能となっている。

### ゲームモード
ソフト起動後、「1台で遊ぶ」「もちよって遊ぶ」「オンラインで遊ぶ」から遊び方を選択し、その後広場の画面で以下の中からプレイしたいモードを選択する。
マリオパーティ
スゴロクで対戦するモード。「オンラインで遊ぶ」場合、フレンドやランダムマッチによる見知らぬプレイヤーとのオンライン対戦が可能。
ミニゲームマウンテン
100種類のミニゲームをさまざまなルールでプレイするモード。以下の7種類のコースから遊び方を選択する。いずれのコースも「オンラインで遊ぶ」に対応している。
デイリートライアル
「オンラインで遊ぶ」のランダムマッチ専用のコース。ジャンルごとに分かれた3つのミニゲームを世界中のプレイヤーと競い合い、1位になればスターを手に入れることができる。プレイするミニゲームは日替わりで変化する。
タッグマッチ
2vs2のチームで分かれてミニゲームで対戦するコース。設定した勝利数を先取したチームの勝ち。
3人チャレンジ
1人、または3人のCPUと1vs3ミニゲームで対戦するコース。勝ち抜く度にCPUの難易度が変わり5回連続で勝利するとクリアとなるが、一度でも負けると最初からやり直しとなる。
このコースは1～3人専用で、フレンドと合計4人でプレイする場合はそのうち1人は観戦となる。
コインバトル
ミニゲームで対戦し集めたコイン数を競うコース。プレイするミニゲームはプレイヤーがそれぞれ投票したものからルーレットでランダムに選ばれる。設定した回数だけミニゲームを行い、最後にコインをもっとも多く持っているプレイヤーの勝ち。
このコースでは「4人でミニゲーム」、コインを2倍もらえる「ボーナスミニゲーム」、手に入れたコインをそのままもらえる「コインミニゲーム」、1位のプレイヤーが残りの3人側と対戦する「1vs3ミニゲーム」、プレイヤー全員から10コインずつ回収して対戦する「バトルミニゲーム」が出現する。なお「バトルミニゲーム」で所持コインが足りない場合は全額徴収され、さらにジュゲムが10コインをプラスした金額で対戦が行われる。
スポーツ&パズル
「スポーツ」と「パズル」のミニゲームを勝利条件などの細かいルールを設定してプレイできるコース。「パズル」のミニゲームでは1vs1で対戦したり1人でハイスコアを目指してプレイすることも可能。
サバイバル
「オンラインで遊ぶ」のランダムマッチ専用のコース。世界中のプレイヤーとミニゲームで競い連勝数を競う。
フリープレイ
100種類のミニゲームを自由に選んでプレイできるコース。今作では各プレイヤーの勝敗が記録されるほか、ハイスコアをオンラインで競う機能が追加された。
フレンドハウス
通信プレイ時、部屋をひらいて一緒にゲームを遊ぶプレイヤーを募集できる。また、募集中の部屋を検索して参加することも可能。
キノピオショップ
ゲームをプレイして貯まったコインで「スタンプ」や「ミュージック」「カードデザイン」などのアイテムを購入できる。
オプションハウス
ゲームの設定を変更できる。
データハウス
ミニゲームの成績や獲得した「称号」などを見たり、通信プレイ時にほかのプレイヤーに公開される「マリパカード」の編集などができる。

### ボードゲーム
広場の中央にある土管を選択するとプレイヤー4人でスゴロクで対戦する「マリオパーティ」モードをプレイできる。土管内でノコノコの案内の元、「使用キャラクター」「CPUプレイヤーの強さ」「ボードマップ」「ターン数（10-30ターンのいずれか）」「ボーナススターの有無」「ミニゲームの説明の有無」「ハンデ」「ミニゲームパック」を設定する。ボードマップに到着するとキノピオからそのボードマップの説明を聞き、プレイヤー全員でサイコロを叩き出た目の大きい順でターンの行動順が決まる。その後、キノピオから10コインをもらいスターの位置を確認してからゲームが開始する。なお、本作では過去作にあったタッグマッチモードは搭載されていない。
オンラインのランダムマッチでプレイする場合は、自分が使用するキャラクターとプレイしたいマップ、ターン数やボーナススターの設定をして対戦相手を検索する。希望するマップやルールが同じプレイヤーが見つかるとゲームが開始する。

#### 基本ルール
ゲームは必ず4人での参加となり、人間の参加人数が4人に満たない場合、残りはCPUが操作するキャラクターが参加する。自分の番になったらサイコロを叩き、出た目だけマスを進み、移動後止まったマスによって様々なイベントが発生する。全員の移動が終わるとミニゲームが始まり、ミニゲームの順位に応じた枚数のコインをもらえる。この流れを「1ターン」とし、ゲーム開始前に設定したターン数だけ繰り返す。残り5ターンになると途中経過が発表され、プレイヤーのうちランダムで1人指名される。指名されたプレイヤーは20コインかアイテムのいずれかを貰える。
設定したターン数が経過するとゲーム終了となる。「ボーナススター」の設定を「あり」か「固定」にしていたときはボーナススターの受賞者の発表が行われ、その後「スター」をもっとも多く持っている（スターの所持数が同じ場合はコインの所持数が1枚でも多い）プレイヤーが優勝となる。（コインの枚数も同じ場合、サイコロ勝負となり、数字が大きい人が優勝となる。）
ゲーム終了後はキノピオによる今回のゲームの振り返りとともに記念写真が表示される。マップによって内容は異なるがいずれも優勝者が一番目立つ構図となっており、逆に最下位はステージギミックによる被害を受けている。

#### アイテム
アイテムはマップ上の「アイテムショップ」で購入するか「アイテムミニゲーム」「ラッキーマス」で入手でき（ラストターンではいずれの手段でも入手できない）、アイテムを持っていると一部のアイテムを除いて自分の番で移動前に1つ使うことができる。アイテムはプレイヤー1人につき同時に3つまで持つことができ、アイテムを3つ持っている状態で新たにアイテムを入手した場合は、アイテムを1つ選び捨てなければならない。なお、本作ではアイテムを3つ持っている状態でも「アイテムマス」などでアイテムを入手したり、「アイテムショップ」でアイテムを購入することができる。

#### ラスト5ターンイベント
残りターン数が5ターンになると、以下のようなことが起こる。
- ゲストキャラクターが勝利予想を行い、選ばれたプレイヤーは20コインまたはアイテムを獲得できる。
- 「プラスマス」でもらえるコイン数と「マイナスマス」で失うコイン数が6コインになる。
- 同じマスに2人以上のプレイヤーが止まると、コインをかけて「デュエルミニゲーム」を行う（アイテム「けっとうてぶくろ」と同じ内容のイベント）。
- 「ノコノコバンクマス」のあるマップでは、募金させられるコイン数が3コインから5コインに値上げされる。

#### ボーナススター
ゲーム開始前の設定で「ボーナススター」の設定を「あり」か「固定」にしていた場合は、ゲーム終了後、結果発表の前に以下のような「ボーナススター」が発表される。「あり」では10-25ターンに設定した場合はいずれか2種類、30ターンに設定した場合はいずれか3種類、「固定」ではターン数に関係なく「ミニゲームボーナス」「コインボーナス」「ハプニングボーナス」の3種類が必ず発表され、受賞したプレイヤーはスターを1つずつもらえる。各項目が2人以上同率1位の場合は複数人もらえるが、特定のマスに止まる回数のボーナススターは、ゲーム終了時に全プレイヤーが一度も止まっていない場合は、「該当者なし」として誰もスターをもらえない。
ミニゲームボーナス
「ミニゲームで1位になった回数」が多いプレイヤーに贈られる。
コインボーナス
「手に入れたコインの合計枚数」が一番多いプレイヤーに贈られる。
ハプニングボーナス
「ハプニングマスに最も多く止まった回数」が最も多いプレイヤーに贈られる。
アイテムボーナス
「アイテムを使用した回数」が最も多かったプレイヤーに贈られる。
かいものボーナス
「アイテムを一番多く買った」プレイヤーに贈られる。
ランニングボーナス
「マスを移動した数」が最も多いプレイヤーに贈られる。
のんびりボーナス
「マスを移動した数」が最も少ないプレイヤーに贈られる。
レッドボーナス
「マイナスマスに最も多く」止まったプレイヤーに贈られる。
クッパマスボーナス
「クッパマスに最も多く」止まったプレイヤーに贈られる。

### ボードマップ
各ボードマップはその後の世界が描かれており、ゲーム開始時にノコノコからそのマップの出典での物語が語られる。マップ構造は基本的には原作に準拠しているが、原作のマップとは主に以下のような違いがある。
- マスの種類や配置数、一部ルートの進行方向などが変更されている。「スペースランド」「ホラーランド」では、コインを奪うミニクッパがいなくなっている。
- マップ上に登場するキャラクターが本作発売当時のスーパーマリオシリーズに準拠したデザインに変更され、一部は別のキャラクターに差し替えられている。
- 一部の特殊イベント発生時にはテロップが表示され、演出の早送りが可能になった。
- 最終結果発表では、最下位から順に発表される演出となった。
- 『スーパー マリオパーティ』と同様、ラスト5ターン以降はマップのBGMが変化する。また、1度ゲームを遊ぶと、原作と同じオリジナル版のマップBGMに変更可能となる。

## 登場キャラクター

### プレイヤー
本作では隠しプレイヤーキャラクターは存在しない。
- マリオ
- ルイージ
- ピーチ
- デイジー

前作で白だった肌が、今作では少し褐色になっている。
「グルグルのもり」以外のリメイクされたボードマップに行けるようになった。
- ヨッシー
- ワリオ
- ワルイージ

デイジー同様に「グルグルのもり」以外のリメイクされたボードマップに行けるようになった。
- ロゼッタ

リメイクされた全てのボードマップに行けるようになった。
- キャサリン

プレイアブルとしては9以来の登場。
非プレイアブル（1-6・10）のミニゲームも遊べるようになった。
- ドンキーコング

本作では非プレイアブル（5-9）のミニゲームも遊べるようになった。

### その他の登場キャラクター

#### 司会・案内役
- ノコノコ

本作におけるパーティの勃発人で、マリオ達に過去作を伝えるべく進行を務める。長くの間、土管で眠っていた。
ボードマップではプレイヤーたちの進行をキノピオに任せた後、『1』を出典とするマップでは周回ボーナスとして10コインをくれる他、『2』・『3』を出典とするマップではノコノコバンクでコインを徴収する役目を担っている。
- キノピオ

赤い個体はパーティの進行やミニゲームマウンテンの案内役を務める。また、一部のミニゲームにも登場する。
黄色い個体はアイテムショップの店番を務めている。
- キノピコ

前作同様にスターを渡す役目を行う。
また、「フレンドハウス」の案内役も務めており、一部のミニゲームにも登場する。
- ヘイホー

「オプションハウス」の案内役を務める。また、一部のミニゲームにも登場する。
- カメック

「データハウス」、ミニゲームマウンテンの「3人チャレンジ」の案内役を務める。また、『ホラーランド』では魔法使いの館にも登場する。
- ジュゲム

ミニゲームマウンテン「デイリートライアル」「コインバトル」の案内役を務める。また、『ピーチのバースデケーキ』ではプレイヤーからコインを払って、コインやスターを奪うパックンフラワーを植える役割を担い、一部のミニゲームにも登場する。
- パタパタ

ミニゲームマウンテン「タッグマッチ」の案内役を務める。また、一部のミニゲームにも登場する。
- クッパJr.

ミニゲームマウンテンの「サバイバル」の案内役として登場する他、過去作のミニゲームでかつてミニクッパが登場していた箇所を代わりに担当している。

#### ボードマップ上のキャラクター
- クッパ

従来のマリオパーティ同様にクッパマスを担当する他、『1』を出典するマップではボードマップ上にも登場する。
プレイヤー達に傍若無人に振る舞い、妨害していく。
今作では『1000コインプレゼント』や『100スタープレゼント』が選ばれた場合は逃げていく等、往生際の悪い一面を見せる。
- テレサ

相手のコイン及びスターを奪う役目を持ち、プレイヤーの手助けをしてくれる。
- クリボー

「ピーチのバースデーケーキ」に登場。
原作同様にフラワーくじを担当する他、一部のミニゲームにも登場する。
- グーリンダイ

「ピーチのバースデーケーキ」に登場し、ジュゲムが植えるパックンフラワーの種として登場する。
- パックンフラワー

「ピーチのバースデーケーキ」に登場。
ジュゲムが植えることによって誕生し、止まったプレイヤーから小ならコイン、大ならスターを奪ってくれる。
また、一部のミニゲームにも登場する。
- ムーチョ

「スペースランド」に登場。
原作同様に2カ所の交番に巡査として登場するが、セリフが丁寧語ではなくタメ口に変わっている。
- ドッスン

「ヨッシーのトロピカルアイランド」と「スペースランド」に登場。
「ヨッシーのトロピカルアイランド」では原作同様に橋をふさぎ、コインを払うと通してくれるが、逢う度にコインの枚数が増える（最大50枚）。
「スペースランド」では暴走スペースシップに乗っている。
また、デザインが原作とは違ってトゲのある『Newスーパーマリオブラザーズ』以降のデザインとなっており、一部のミニゲームにもそのデザインに差し変わっている。
- ワンワン

アイテム「ワンワンホイッスル」を使用した際に登場する他、一部のミニゲームにも登場する。
- バッタン

「ホラーランド」に登場。
原作同様に片方の道を塞いでおり、また本作では喋らなくなった。
- キノキオ[10]

「グルグルのもり」に登場。
原作同様に彼の前にあるハプニングマスに止まると2つの実のどちらかをもらい、何枚かのコインをもらえるか、もう1回サイコロを叩いて進むことができる。
- ワルキオ[12]

「グルグルのもり」に登場。
原作同様に彼の前にあるハプニングマスに止まると2つの実のどちらかをもらい、何枚かのコインを取られるか、サイコロを叩いて後退させられる。
- クリボン

「グルグルのもり」に背景として登場している。
- チョロプー

「グルグルのもり」に登場。
原作同様に通りかかった時にコインを払うと看板の方向を逆にしてくれる。
また、一部のミニゲームにも登場する。
- ウニラ

「ヨッシーのトロピカルアイランド」に背景として登場している。
- バクバク

「ヨッシーのトロピカルアイランド」に登場。
『マリオパーティ』のプクプクに代わってハプニングマスに止まるとクッパとキノピコの位置を入れ替える。
- テレン

「ホラーランド」に背景として登場している。
- キングテレサ

「ホラーランド」に原作のおやかたテレサに代わって登場し、夜限定で石版の前を通過すると現れる。
自分以外のプレイヤー全員から無料でコイン、または150コイン消費でスターを1つずつ奪える。
- アイクン

「ホラーランド」に登場。
原作同様に移動手段の役目を担うが、バッタン同様に本作では喋らなくなった。

## ストーリー
スーパースターをめぐる勝負の始まりとなったはじまりの土管から、かつてゲームのガイドを担当していたノコノコが現れた。ノコノコはマリオ達を呼び集め、過去作の思い出を伝えるべく、スーパースターを決めるパーティをひらくことになった。

## 発売
任天堂は2021年6月15日のE3 2021にて開催されたNintendo Directで本作を発表した。発表では、『マリオパーティ』のボード「ピーチのバースデーケーキ」と『マリオパーティ2』の「スペースランド」のリメイクが紹介された。『Polygon』のライアン・ギリアムは、これらのボードにはオリジナル版にないイベントが含まれており、ユーザーインターフェースなどは前作『スーパー マリオパーティ』から資産を流用していると指摘した。同発表で、2012年の『マリオパーティ9』以来となるビルドーのプレイアブルキャラクターとしての復活も明かされた。公式サイトで公開された3つ目のゲームボードは『マリオパーティ3』の「ウッディウッズ」である。。2021年9月23日のNintendo Directでは、最後の二つのボードとしてマリオパーティの「ヨッシーのトロピカルアイランド」とマリオパーティ2の「ホラーランド」が公開された。
マリオパーティの初期作にあった、プレイヤーがアナログスティックを思い切り回す必要があった一部ミニゲームも復活。だが過去にアナログスティックの使い方による手の負傷が相次いだため、ゲーム内で「手のひらでは回さないよう注意喚起」が表示される仕様となっている。

## 評価
マリオパーティ スーパースターズは、レビュー収集サイトのMetacriticで「概ね好評」と評価された。
『IGN』のMitchell Saltzmanは「スーパースターズはシリーズ全体のベストボード、ミニゲーム、システム、快適性が結集した近年最高のマリオパーティ」と評し、高評価を与えた。

### 売上
日本では発売初週に16万3,256本のパッケージ版が売れ、週間売上1位となった。2025年3月31日現在時点で、全世界累計売上は1,400万本に達し、Switch用ソフトとして18番目に売れた作品となっている。